# 蔡永清
蔡永清，号芥亭，汉军正白旗人，籍遼寧錦州（自署襄平）。清朝政治人物。

## 生平
贡生出身。雍正元年（1723）就任苏州府知府。于1726年接替朱一凤任苏松道道员一职，1726年由王玑接任。
为正黄旗汉军、江苏巡抚吳存禮的《梅里志》作序。

## 家庭
- 祖父蔡毓榮，雲貴總督。
- 父蔡珽，兵部尚書、正白旗漢軍都統。
- 姑母蔡琬（字季玉），闺阁诗人，著有《藴真轩诗抄》，继配嫁镶黄旗汉军、工部户部尚书高其倬（元配夫人那拉氏，纳兰性德之长女）。
- 姑母蔡佳氏，原配嫁宗室诗人塞爾赫（曾祖贝勒穆尔哈齐）。
- 妾李氏，载《钦定八旗通志：八旗汉军列女传三》卷265。